# توم فريندلي
توم الودود (بالإنجليزية: Tom Friendly)‏  غالباً ما يشار إليه بتوم أو السيد الودود، هو شخصية خيالية متكررة تظهر في المسلسل التلفزيوني لوست. المسلسل يحكي حياة حوالي 40 من الناجين من حادث تحطم الرحلة 815 في خطوط أوشيانيك الجوية. الناجون يجدون أنفسهم في جزيرة استوائية غامضة، ويتفاعلون مع مجموعة تعرف باسم الآخرون ، الذين يبدو أنهم عاشوا في الجزيرة منذ فترة طويلة قبل وقوع الحادث.

## وصلات خارجية
- قالب:Lostpedia